# Carl Gustav Hempel
Pour les articles homonymes, voir Hempel.
Carl Gustav Hempel (né le 8 janvier 1905 à Oranienbourg, en province de Brandebourg, mort le 9 novembre 1997 à Princeton, New Jersey) est un philosophe des sciences et une figure majeure de l'empirisme logique au XXe siècle. Il est particulièrement connu pour l'élaboration du modèle « déductif-nomologique », qui a été considéré comme le modèle standard de l'explication scientifique durant les années 1950 et 1960. Il est l'auteur du paradoxe qui porte son nom, concernant l'induction.

## Biographie
Carl Hempel étudie les mathématiques, la physique, la philosophie à l’université de Göttingen, de Berlin et de Heidelberg. Sa rencontre avec Rudolf Carnap en 1929 à Berlin lui permet d’intégrer le Cercle de Vienne. Il prend ainsi part au mouvement du néopositivisme ou empirisme logique à Berlin et à Vienne dans les années 1920. Il est aussi lié à la Société berlinoise pour la philosophie empirique (Gesellschaft für Empirische Philosophie) fondé par Hans Reichenbach. Ces deux groupes entretiennent une perspective commune : « il s’agit de développer une vision scientifique du monde, libre de toute métaphysique. Il leur semble nécessaire d’en finir avec ce qui leur paraît relever de la pure spéculation oiseuse et dangereuse, à savoir, l’idéalisme allemand dont Kant, Fichte, Hegel et Heidegger sont les représentants les plus patents ».
Hempel présente sa thèse de doctorat en 1934. Cette dernière porte sur la théorie des probabilités : Beiträge zur logischen Analyse des Wahrscheinlichkeitsbegriffs (« Contributions à l’analyse logique du concept de probabilités »). Le cercle de Vienne est politiquement à gauche, ce qui pousse ses membres à s’exiler en Angleterre et aux États-Unis à partir de l'arrivée au pouvoir du nazisme en 1933 en Allemagne. La validation de thèse d’Hempel se passe sans son directeur de thèse, Hans Reichenbach, qui est destitué de ses fonctions à cause de ses ancêtres juifs. Après cela, Hempel se réfugie pendant trois ans en Belgique. Il y rencontre Paul Oppenheim avec qui il écrit le livre Der Typusbegriff im Lichte der neuen Logik en 1936. Hempel se dirige ensuite aux États-Unis où il est l’assistant de Rudolf Carnap à l’université de Chicago, et enseigne dans différentes universités américaines : Yale, Princeton,Pittsburgh où il fait diverses rencontres tel qu’avec Thomas Kuhn.
Ses travaux ont affecté l’orientation de la philosophie analytique des sciences aux États-Unis.

## Travaux

### Le modèle déductif-nomologique
Carl Hempel et Paul Oppenheim ont fondé une théorie de l’explication scientifique en lien avec l’empirisme logique en 1948, puis Hempel l'a reprise en 1965. Cette théorie est appelée la théorie de l’explication par les lois de couverture ou déductive-nomologique. Selon les deux auteurs, l’explication scientifique est fortement liée à la compréhension.
Il propose un modèle de la forme suivante :
L1, L2, etc.Lt       } Propositions explanans
C1,C2, etc.,Ct      } Propositions explanans qui sont des lois générales + les conditions initiales 
-------------------
E                        } proposition explanandum qui est la conclusion 
Le rapport de l’explanans à l’explanandum est une relation d’inférence logique. L’explanandum E est déductible logiquement de l’explanans. 
L’explanans est un ensemble de propositions réunissant les conditions initiales mais aussi une ou plusieurs lois de la nature qui “couvrent” ce qui doit être expliqué. 
Chez Hempel, prédiction (qui temporellement est liée à un événement futur) et explication (lié à un événement souvent passé) d’un phénomène sont structurées de la même manière, donc l’énoncé qui exprime une prédiction est déduit des conditions initiales et des lois.

## Œuvres

### Traduite en français
- Éléments d'épistémologie, Paris, Armand Colin, 2012, préface d'Anastasios Brenner.

### En langue originale
- 1936 : Über den Gehalt von Wahrscheinlichkeitsaussagen.
- 1936 : Der Typusbegriff im Licht der neuen Logik mit Paul Oppenheim.
- 1942 : The Function of General Laws in History.
- 1943 : Studies in the Logic of Confirmation.
- 1959 : The Logic of Functional Analysis.
- 1965 : Aspects of Scientific Explanation.
- 1966 : Philosophy of Natural Science.
- 1967 : Scientific Explanation.

### Essais en anglais
- Aspects of Scientific Explanation and Other Essays.
- Selected Philosophical Essays.
- The Philosophy of Carl G.Hempel: Studies in Science, Explanation, and rationality.

### Essais en collaboration
- (it) Carl Gustav Hempel et Dario Antiseri, Come lavora uno storico, Rome, éd. Armando, 1997.

### Articles
- “On the Nature of Mathematical Truth” et “Geometry and Empirical Science” (1945), American Mathematical Monthly, numéro 52.
- Articles in Readings in Philosophical Analysis (pp.222-249), édité par Herbert Feigl et Wilfrid Sellars (Appleton-Century-Crofts, Inc.,1949).